# Morimoto Curu
Morimoto Curu (森本 鶴; Hepburn: Morimoto Tsuru) (Japán, 1970. november 9. vagy 1970. szeptember 11. –) japán válogatott labdarúgó.

## Klub
A Nissan FC Ladies, a Nikko Securities Dream Ladies és a Lazio csapatában játszott.

## Nemzeti válogatott
1994-ben debütált a japán válogatottban. A japán válogatott tagjaként részt vett az 1995-ös világbajnokságon. A japán válogatottban 5 mérkőzést játszott.

## Statisztika
| Japán válogatott | Japán válogatott | Japán válogatott |
| Időszak          | Mérk.            | gól              |
| ---------------- | ---------------- | ---------------- |
| 1994             | 4                | 1                |
| 1995             | 1                | 0                |
| Összesen         | 5                | 1                |

## Sikerei, díjai
Japán válogatott
- Ázsia-kupa:  Ezüst; 1995